# Les Minipouss
Les Minipouss (The Littles) est une série télévisée d'animation franco-américano-japonaise en 29 épisodes de 26 minutes, créée par Jean Chalopin d'après la série de contes pour enfants éponyme de John Peterson (en), produite par la société DIC et diffusée entre le 10 septembre 1983 et le 2 novembre 1985 sur le réseau ABC.
En France, la première saison a été diffusée à partir du 7 novembre 1984 dans l'émission Cabou Cadin sur Canal+. Rediffusion et épisodes inédits à partir du 11 septembre 1985 dans les émissions Vitamine, Croque-Vacances et Club Dorothée sur TF1. 
La série est rediffusée sur la chaîne Mangas, et sur 6ter depuis le 3 juillet 2022.

## Synopsis
Cette série met en scène une famille de créatures mi-humaines mi-souris, les Minipouss, vivant clandestinement dans les maisons des humains. 
L'histoire se concentre surtout sur les Minipouss vivant dans la maison de la famille Legrand, la famille Mini. Éric, le garçon, est le seul humain à connaître l'existence des Minipouss ;  il est d'ailleurs ami avec les enfants de la famille Mini. 
En plus, ils doivent survivre face au professeur Chassard et son assistant Bellanger qui cherche à dévoiler aux humains les Minipouss et leur existence.

## Personnages
- Tom : le frangin
- Lucie : la frangine
- Les parents Minipouss : Hélène et William les parents de Tom et Lucie
- Charlie : le cousin
- Grand Pa : le grand-père
- Éric Legrand : le seul humain qui cache le secret des Minipouss
- Les parents d'Éric Legrand
- Professeur Chassard : l'antagoniste qui tente de dévoiler l’existence des Minipouss dans les saisons 1 et 2. Il est finalement arrêté avec Bellanger et leur furet et emmené en prison à la fin de la saison 2.
- Bellanger : l'assistant du professeur Chassard
- Slick : la tortue d'Éric Legrand
- René : le cousin de Tom et Lucie.
- Oncle Auguste : l'antagoniste du film de la 1re rencontre des Minipouss

## Voix françaises
- Odile Schmitt : Tom Mini
- Amélie Morin : Lucie Mini
- Jacques Marin : Grand-Pa Mini
- Chris Bénard : Charlie Mini
- Damien Boisseau : Éric Legrand
- Denis Savignat : Professeur Chassard
- Georges Berthomieu : Bellanger
- Vincent Violette : William Mini
- Jeanine Forney : Hélène Mini
- Générique de début chanté par         Rebecca Venture (épisodes 1 à 21) et    Rachelle Cano (épisodes 22 à 29)

## Épisodes

### Première saison (1983)
1. Attention aux chasseurs (Beware of Hunter!)
2. La cité perdue (The Lost City of the Littles)
3. La peur bleue (The Big Scare)
4. Plein feux sur les Minipouss (Lights…Camera…Littles!)
5. Les esprits de la nuit (Spirits of the Night)
6. Qui perd gagne (The Little Winner)
7. Un remède de cheval (A Big Cure for a Little Illness)
8. L'invasion des rats (The Rats Are Coming!)
9. Petit conte de fée (A Little Fairy Tale)
10. Prescription pour un désastre (Prescription for Disaster)
11. Toujours prêts (The Little Scouts)
12. Un peu d'or pour beaucoup d'ennui (A Little Gold...A Lot of Trouble)
13. Les pizzas de Charlie (Dinky's Doomsday Pizza)

### Deuxième saison (1984)
1. Dans la forêt (The Forest Littles)
2. Un bébé encombrant (The Little Babysitters)
3. Vote à suspens (Every Little Vote Counts)
4. Drôles d'oiseaux (For the Birds)
5. Mardi Gras (The Littles' Halloween)
6. Rock 'n' roll (A Little Rock and Roll)
7. À la recherche de Grand-Papa (Looking for Grandma Little)
8. Des jumeaux chez les Minipouss (The Twins)

### Troisième saison (1985)
1. Petite reine d'Amazonie (The Little Amazon Queen)
2. À la recherche d'un faux trésor (The Little Girl who Could)
3. Le voyage en Irlande (When Irish Eyes are Smiling)
4. Le Pharaon (Tut the Second)
5. Ben Charlie (Ben Dinky)
6. Dans la navette spatiale (The Wrong Stuff)
7. En Inde (Deadly Jewels)
8. Un verre ça va (Just a Little Drunk)

## Produits dérivés

### Dessin animé
La série intégrale est éditée en France, en coffret 6 DVD en 2014, par IDP.

### Film
En 1985, un film, Les Minipouss : Leur véritable histoire (en), est sorti. Il raconte la rencontre entre les Minipouss et Éric.

### TV Special
En 1986, un TV Special, Les Minipouss et la Statue de la Liberté, a été créé. Il s'agit d'un téléfilm en trois parties, diffusé dans l'émission La Lucarne d'Amilcar, sur RTL Télévision, puis sur M6 en 1987.

### Disque
Un vinyle avec un épisode audio des Minipouss a été commercialisé à l'époque.